# Дейв Мъри
Дейв Мъри (англ. Dave Murray) е китарист, текстописец и съосновател на британската хевиметъл група Iron Maiden.
Той е роден на 23 декември 1956 г. в Лондон, Англия. Дейв започва да се интересува от музика на 15-годишна възраст, когато чува песен на Джими Хендрикс по радиото. Въпреки че семейството му е бедно, той успява да се сдобие с китара и сформира първата си група – Stone Free. В нея участие взима и Ейдриън Смит, с когото по-късно ще свирят в Iron Maiden.
Стилът на Мъри може ясно да бъде различен от този на Ейдриън Смит и Яник Гърс, като за едни от най-запомнящите му сола се смятат тези в песни като „Phantom of the Opera“, „The Prophecy“, „Charlotte the Harlot“ и др.
Дейв Мъри и Стив Харис са членовете на Iron Maiden, които са свирили във всички албуми на групата.
Дейв прекарва свободното си време в игра на голф и крикет, а освен това е фен на футбола, като любимият му отбор е Тотнъм. Съпругата му се казва Тамар, а дъщеря му – Таша.